# Turpial de capell daurat
El turpial de capell daurat (Icterus auricapillus) és un ocell de la família dels ictèrids (Icteridae).

## Hàbitat i distribució
Habita matolls i vegetació secundària de les terres baixes de l'est de Panamà, nord de Colòmbia i nord de Veneçuela.